# Ace Combat: Assault Horizon
Ace Combat: Assault Horizon – komputerowa gra zręcznościowa wyprodukowana przez studio Project Aces i wydana w 2011 roku przez Namco Bandai Games. Gracz kieruje w niej wybranym samolotem wojskowym lub śmigłowcem, prowadząc walkę z wrogimi siłami powietrznymi. Akcja gry rozgrywa się nad prawdziwymi lokacjami, na przykład nad Moskwą czy też Tokio. W grze wykorzystano system Close-Range Assault, który pozwala na zwiększenie celności ostrzału wrogich obiektów lotniczych.
Gra ma do dyspozycji tryb gry wieloosobowej, tryb kooperacji (2-3 graczy) oraz tryb gry wieloosobowej (2-16 graczy).